# Jonathan Andersson (ishockeyspelare)
Jonathan Andersson, född 7 september 1993 i Valdemarsvik, Sverige, är en svensk professionell ishockeyspelare. Andersson har tidigare spelat för bland annat AIK, Örebro HK och Luleå HF. Från säsongen 2023/2024 spelar Andersson för Färjestad BK i SHL. 

## Klubbar
- Almtuna IS J18 (2008/2009–2010/2011)
- Almtuna IS J20 (2010/2011)
- AIK J20 (2011/2012–2013/2014)
- AIK (2013/2014–2016/2017)
- Örebro HK (2017/2018–2020/2021)
- Luleå HF (2021/2022–2022/2023)
- Färjestad BK (2023/2024–)

### Fotnoter
1. ↑  https://www.farjestadbk.se/article/5lkkalgg5-23h01/view

### Webbkällor
- ”Jonathan Andersson”. eliteprospects.com. http://www.eliteprospects.com/player.php?player=33378. Läst 27 mars 2017.